# КГБист
КГБист (англ. KGBeast), настоящее имя Анатолий Князев (англ. Anatoli Knyazev) — суперзлодей, появляющийся в комиксах издательства DC Comics. В первую очередь известен как противник Бэтмена, позже союзник Стрелы. По разным версиям был сотрудником КГБ, советским подводником и одним из руководителей «солнцевской мафии».

## Биография

### Предыстория
Анатолий Князев, кодовое имя «Зверь», известный в ЦРУ как «КГБист» обучался искусству убийства в «Молоте», совершенно секретной ячейке КГБ. Помимо того, что он является мастером нескольких боевых искусств, его сила кибернетически увеличена, а также он обучен использованию каждого известного смертоносного оружия. Во время его первого появления он, согласно слухам, убил по крайней мере 200 человек, включая, по-видимости, Анвара Эль Садата (Anwar El Sadat). Он беспощаден, совершенно не ценит человеческую жизнь и, как известно, принимал такие крайние меры, чтобы завершить миссию, как отравление всего банкета из 100 человек, чтобы убить единственную цель. В другой раз он отрубил себе руку, чтобы избежать поимки. После распада Советского Союза он беспричинно стал вольным стрелком и традиционным суперзлодеем.

### Первое появление
Зверь впервые появился в сюжетной линии в комиксе «Десять ночей зверя» Batman # 417—420, который позже был переиздан с тем же названием. Она была написана Джимом Старлином, в соавторстве с Джимом Апаро и Майком Декарло
Генерал Молот, недовольный тем, что Советское правительство работало на улучшение отношений с Соединенными Штатами, отправляет Князева убить 10 высокопоставленных американских чиновников чтобы парализовать программу Звёздных войн. В число жертв входят учёные, гражданские администраторы, военные деятели и политики, в том числе Президент США Рональд Рейган, планирующий посетить Готэм-Сити.
Несмотря на все усилия Бэтмена, Зверем устранены почти все заявленные цели. В частности, он продемонстрировал свою беспощадность, отравив банкет, на котором присутствовало более 100 человек, чтобы убедиться, что его цель умрет.
Когда Бэтмен наконец столкнулся со Зверем в рукопашном бою, тот быстро взял верх, хоть Бэтмену и удалось спастись.
Во время матча-реванша между ними, Бэтмен обездвижил левое запястье Зверя веревкой из своего ремня. Зверь смог освободиться, отрубив собственную руку топором. После этого его конечность была заменена на кибернетический протез у торговца оружием на чёрном рынке Готема.
Незадолго до последнего поединка Бэтмена и Зверя, агент ЦРУ Ральф Банди напомнил Бэтмену, что если его противник будет захвачен живым, то должен быть передан агентам Советского Союза. Вероятно, при этом он избежит правосудия и продолжит работу на КГБ. Зная это, Бэтмен, после предотвращения покушения на президента Рейгана, уничтожает кибернетическую руку-пистолет Зверя, заманивает его в канализацию, а затем и в ловушку в подземном помещении без явного выхода. Зверь вызывает Бэтмена на смертельный поединок, но тот сбегает, заблокировав помещение и фактически похоронив Князева заживо.
В более поздней версии истории Batman: The Third Year, Бэтмен сообщил полиции о местонахождении злодея, чтобы его могли арестовать.
Зверю удалось бежать и скрыться в Советском Союзе, также оказавшись непосредственным свидетелем его распада. Его протеже, NKVDemon также объявился в России, но впоследствии был убит союзником Бэтмена, «Советским детективом полиции» Никитой Краковым. Зверь стал традиционным суперзлодеем, вживив в своё тело дополнительные кибернетические имплантаты. Он противостоял Робину и Охотнице, но в конечном счёте был побежден Королём Змей. Позже Зверь приобрел ядерную бомбу, которую намеревался использовать против Готэм-сити. Он был побежден Робином и в конечном счёте заключен в тюрьму Blackgate.

## Другие версии
Во вселенной «Amalgam Comics», КГБэшник был скрещен со злодеем вселенной Marvel, с Омега Редом. Там он был киллером мутантом, и звали его Омега Зверь (Omega Beast).

## Вне комиксов

### Фильмы
- КГБист появляется в анимационном фильме Бэтмен: Нападение на Arkham, озвученный Нолан Норт. Он выступает там как член Отряда самоубийц
- Анатолий Князев появляется в фильме Бэтмен против Супермена: На заре справедливости. Его роль исполнил австралийский актёр Каллэн Мулвей.

### Телевидение
- В сериале «Стрела» роль Анатолия Князева исполняет (Дэвид Найкл) Он один из заключённых доктора Айво. Член русской Братвы. Познакомился с Оливером на острове и обеспечил ему место в Братве. Впервые появился во втором сезоне, в эпизоде «Crucible». Там он предстает более нейтральным, нежели во вселенной Бэтмена, персонажем. Он является лидером Солнцевской братвы и бывшим агентом КГБ. В какой-то момент он был похищен с доктором Энтони Айво (Дилан Нил) и содержался в плену на борту его судна «Amazo», где неоднократно подвергается пыткам и различным экспериментам. Там же ему встретился Оливер Куин (Стивен Амелл), раненый экипажем судна. Анатолий и Оливер приходят к дружеским взаимоотношениям. Когда Куин бежит с корабля вместе с Сарой, он обещает вернуться за Анатолием и остальными. Через некоторое время доктор Айво отправляет Князева в свою лабораторию, намереваясь извлечь тому глаз и использовать в опытах, однако взрывы на побережье отвлекают его. На корабль возвращается плененный Оливер Куин. Однако, вскоре Оливер вновь освобождается и нападает на команду корабля с Сарой и Слейдом Уилсоном (Ману Беннетт). Во время нападения Сара освобождает Анатолия и других пленников, они покидают корабль и вплавь добираются до берега. Сара отводит всех на место крушения самолёта Слейда, но вскоре сам Слейд, обратившийся против Куина и компании, требует обмена Хендрика, который может починить двигатель Амазо, на Оливера. Анатолий отвлекает Хендрика и Сара нокаутирует его. Анатолий помогает Саре выкопать мину, чтобы заминировать ремень Хендрика, но Слейд, благодаря введенной ему сыворотке Миракуру, обнаруживает запах находящегося в мине взрывчатого вещества и покушение срывается. Слейд решает оставить беглецов в живых и бросить на острове. Анатолий затем пытается мучить доктора Айво, как и тот его в прошлом, но Оливер останавливает его, когда доктор упоминает антидот от Миракуру. Позже Оливер и Сара приводят Анатолия и Петра (Сет Роджерсон), тоже бывшего заключённого на Амазо, на подводную лодку, где хранился Миракуру. Анатолий, бывший подводник, пытается перезапустить старую подлодку. Однако подлодка оказалась заблокирована обрушившимися горными породами и Петр, уже смертельно больной из-за опытов доктора Айво с радиацией, использует торпеду с ручным управлением чтобы, пожертвовав собой, расчистить путь. Анатолий и Оливер запускают двигатель подлодки, но, в то же время, укрывшуюся на побережье Сару похищают. Когда Амазо начинает двигаться, Оливер говорит Анатолию, чтобы тот доставил его на корабль, где он сможет спасти Сару, но говорит ему, чтобы Анатолий выстрелил последней торпедой по кораблю, если он не вернется в течение 1 часа. Прежде, чем он уходит, Анатолий, опасаясь, что он может никогда не увидеть его снова, отмечает храбрость Оливера и говорит ему, что тот приобрел друга на всю жизнь. Как Анатолий и обещал, через 2 часа он стреляет торпедой по кораблю. Однако Оливеру удается пережить аварию судна и в какой-то момент находит его путь назад к Анатолию, который записывает его в ряды Братвы. Анатолий Князев в настоящее время впервые упоминается в первом сезоне в эпизоде «Головокружение»), где Алексей Леонов (Евгений Липинский) упоминает, что Оливер спас ему жизнь, намекая на корабль Амазo. Анатолий появляется в настоящем времени в эпизоде «Держите врагов ещё ближе», где он помогает Оливеру, Джону Дигглу (Дэвид Рэмси) и Фелисити Смоук (Эмили Бетт Рикардс) спасти Лайлу Майклс (Одри Мари Андерсон) из российского ГУЛАГа.

### Видео игры
- КГБист появляется в игре  Batman от компании Sunsoft. Его единственное появление в игре — на стадии 1-2, хотя он не босс. Он изображается как ниндзя и нападает с мечом и сюрикеном.